# Lac-Saint-Paul
Lac-Saint-Paul es un municipio canadiense situado en la provincia de Quebec.

## Superficie
Lac-Saint-Paul tiene una superficie de 170,72 km².

## Demografía
En 2021, tenía 525 habitantes, una densidad poblacional de 3,1 hab./km², y 423 viviendas.